# ALIVE&KICKING
ALIVE&KICKING是日本女聲優歌手水樹奈奈第4張音樂專輯。於2004年12月8日由King Records發售。本作是矢吹俊郎第三張為水樹奈奈監製的專輯。

## 收錄曲
1. - 作詞、作曲、編曲：矢吹俊郎
2. innocent starter
  - 作詞：水樹奈奈；作曲、編曲：大平勉
  - 電視動畫《魔法少女奈葉》主題曲
3. FAKE ANGEL
  - 作詞：水樹奈奈；作曲、編曲：飯田高廣
4. - 作詞：矢吹俊郎；作曲、編曲：大平勉
5. Tears' Night
  - 作詞：ゆうまお；作曲、編曲：上松範康
  - 上松範康的出現，主導了2005年之後水樹的本格樂風
6. - 作詞：矢吹俊郎；作曲、編曲：大平勉
7. Independent Love Song
  - 作詞：水樹奈奈；作曲、編曲：大平勉
8. Take a shot
  - 作詞、作曲、編曲：矢吹俊郎
  - 電視動畫《魔法少女奈葉》插入曲
9. - 作詞：水樹奈奈；作曲：本間昭光；編曲：本間昭光、大平勉
10. JUMP!
  - 作詞：水樹奈奈；作曲、編曲：飯田高廣
11. cherish
  - 作詞、作曲、編曲：矢吹俊郎
12. It's in the bag
  - 作詞：矢吹俊郎；作曲：北島健二；編曲：大平勉
13. Abilities
  - 作詞、作曲、編曲：矢吹俊郎
14. M・A・M・A
  - 作詞：NAOKO；作曲、編曲：大平勉